# 強納森·羅斯
強納森·斯蒂芬·羅斯 OBE（1960年11月17日—）是英國的一位電視節目和廣播節目主持人、電影評論家和演員。1960年出生于英格兰伦敦东北部的威普十字大学医院（Whipps Cross University Hospital）。他最著名的節目是2000年代在BBC ONE播出的脫口秀節目強納森·羅斯秀。在離開BBC之後，強納森·羅斯曾在獨立電視台當主持人，並主持《強納森·羅斯秀》，後來重返BBC。